# Abgeordnetenhauswahl in Tschechien 2013
- KSČM: 33
- ČSSD: 50
- ANO: 47
- KDU: 14
- TOP 09: 26
- ODS: 16
- Úsvit: 14

Die Abgeordnetenhauswahl in Tschechien 2013 fand als vorgezogene Wahl am 25. und 26. Oktober 2013 statt, nachdem das Abgeordnetenhaus am 20. August 2013 seine Auflösung beschlossen hatte.

## Wahlsystem
Das Abgeordnetenhaus wird nach dem Verhältniswahlverfahren gewählt. Es gibt eine Sperrklausel von 5 %. Die Legislaturperiode beträgt 4 Jahre.

## Ausgangssituation
Die vorgezogenen Neuwahlen waren das Ergebnis einer politischen Krise, welche das politische Geschehen in Tschechien im Sommer 2013 gelähmt hatte.

### Parlamentswahl 2010
Bei der Abgeordnetenhauswahl in Tschechien 2010 schnitt die sozialdemokratische ČSSD sehr viel schlechter ab, als von den Umfragen vorausgesagt, auch wenn sie die stärkste Fraktion im Abgeordnetenhaus stellte. Anstelle der vor der Wahl erwarteten Links-Regierung kam es zur Bildung einer Mitte-rechts-Regierung aus ODS, TOP 09 und VV. Staatspräsident Václav Klaus ernannte am 28. Juni 2010 den Vorsitzenden der ODS, Petr Nečas, zum neuen Ministerpräsidenten und beauftragte ihn mit der Regierungsbildung.

### Rücktritt von Premierminister Nečas
Die gebildete Regierung Nečas überstand trotz einer anfangs recht breiten Mehrheit die Legislaturperiode nicht. Die VV trat im April 2012 aus der Regierung aus, wobei die Abspaltung LIDEM – liberální demokraté dieser zunächst noch die Mehrheit sicherte. Allerdings waren die Mehrheitsverhältnisse aufgrund verschiedener Fraktionsaustritte durch die hohe Zahl fraktionsloser Abgeordneter im Parlament unübersichtlich geworden. Nachdem Regierungschef Petr Nečas im Juni 2013 aufgrund einer Korruptions- und Bespitzelungsaffäre zurückgetreten war, einigten sich die bisherigen Regierungspartner ODS, TOP 09 und LIDEM auf eine Fortsetzung der Koalition und nominierten die Vorsitzende der Abgeordnetenkammer Miroslava Němcová als neue Premierministerin. Hierfür legten sie Staatspräsident Zeman die Unterschriften von 101 den Regierungsparteien angehörigen Abgeordneten (von 200) vor, um dadurch das Fortbestehen der Mehrheit in der Abgeordnetenkammer zu bestätigen. Die Oppositionsparteien (ČSSD, KSČM und VV) sprachen sich bereits für vorgezogene Neuwahlen aus, was die Regierungsparteien jedoch ablehnten.

### Ernennung Rusnoks zum Premier
Staatspräsident Zeman setzte sich jedoch nach Gesprächen mit allen Parteiführern über die Nominierung Němcovás hinweg und erteilte auch dem Anführer der stärksten Partei im Parlament, der ČSSD, Bohuslav Sobotka keinen Auftrag zur Regierungsbildung. Stattdessen ernannte Zeman Jiří Rusnok, einen ihm nahestehenden Minister aus seinem Kabinett als Ministerpräsident 1998–2002, zum neuen Premier und beauftragte ihn, ein parteiunabhängiges „Expertenkabinett“ zu bilden. Zeman begründete diesen Schritt bereits damit, dadurch vorzeitige Neuwahlen herbeiführen zu wollen. Kritiker sowohl der bisherigen Regierung als auch der Opposition warfen dem Präsidenten jedoch vor, er würde das parlamentarische Regierungssystem aushebeln. Nachdem die bisherige Opposition aber für ihren formalen Antrag zur Selbstauflösung der Abgeordnetenkammer am 18. Juli 2013 keine Mehrheit fand, sprach sie sich als bessere Alternative zu einer möglichen Regierung Němcovás nun doch für die Unterstützung des Expertenkabinetts Rusnoks aus. Němcová und die Vertreter der bisherigen Regierungskoalition beharrten weiterhin darauf, nach dem Scheitern der Regierung Rusnok bei der notwendigen Vertrauensabstimmung im Abgeordnetenhaus von Staatspräsident Zeman den Auftrag zur Regierungsbildung zu erhalten.

### Gescheiterte Vertrauensabstimmung in der Abgeordnetenkammer
Erwartungsgemäß erhielt die Regierung Jiří Rusnok bei der Vertrauensabstimmung in der Abgeordnetenkammer am 7. August 2013 mit 93 zu 100 Stimmen nicht die notwendige Mehrheit der Stimmen. Allerdings stimmten die 101 Abgeordneten der bisherigen Regierungskoalition auch nicht geschlossen gegen das Kabinett, was als Zeichen der Unterstützung Němcovás gewertet worden wäre. 3 Abgeordnete der bisherigen Regierungskoalition nahmen an der Abstimmung nicht teil. Formal hatte die Regierung Rusnok damit zwar nicht die notwendige Unterstützung der Abgeordnetenkammer erhalten und Ministerpräsident Rusnok reichte seinen Rücktritt ein. Staatspräsident Zeman beauftragte ihn aber – wie bereits vor der Abstimmung angekündigt – mit der kommissarischen Weiterführung der Amtsgeschäfte.

### Auflösung der Kammer
Im Nachgang der Vertrauensabstimmung erklärten die bisherigen Regierungspartner ODS, TOP 09 und LIDEM ihre Koalition offiziell für beendet. Die TOP 09 erklärte sich nun bereit, einer Selbstauflösung des Abgeordnetenhauses zuzustimmen, womit die für die Auflösung notwendige 3/5-Mehrheit gesichert war. Die Abgeordnetenkammer löste sich daher mit 140 zu 7 Stimmen (von 200 Abgeordneten) am 20. August 2013 doch noch selbst auf und machte so den Weg frei für die vorgezogenen Neuwahlen. Die meisten Abgeordneten der bisher größten Regierungspartei ODS nahmen an der Abstimmung nicht teil, Parlamentspräsidentin Miroslava Němcová stimmte gegen die Auflösung. Bis zur Vereidigung eines neuen Kabinettes nach der Wahl führt die Regierung Jiří Rusnok die Amtsgeschäfte kommissarisch weiter und wurde in dem Zeitraum der Auflösung der Kammer gemäß der tschechischen Verfassung vom Senat kontrolliert.

## Parteien
Insgesamt 23 Parteien traten zur Wahl an, davon 17 landesweit.
- 2010 ins Abgeordnetenhaus gewählte Parteien:
  - ČSSD – Česká strana sociálně demokratická: Sozialdemokraten, 54 Sitze
  - ODS – Občanská demokratická strana: Demokratische Bürgerpartei, liberal-konservativ, Regierungspartei bis Juni 2013, 48 Sitze
  - TOP 09: konservativ, Regierungspartei bis Juni 2013, 42 Sitze
  - KSČM – Komunistická strana Čech a Moravy: orthodox-kommunistisch, 26 Sitze
- Weitere Parteien mit Kandidaten, die bereits im Abgeordnetenhaus vertreten waren:
  - Úsvit – Úsvit přímé demokracie Tomia Okamury: Morgendämmerung der direkten Demokratie, Partei von Tomio Okamura, tritt für Direkte Demokratie ein, mit Kandidaten der Věci veřejné (Öffentliche Angelegenheiten, 11 Sitze, Regierungspartei bis April 2012)
  - SsCR – Strana soukromníků České republiky: Grundbesitzerpartei, mit Kandidaten der LIDEM – liberální demokraté (Liberaldemokraten, Abspaltung der VV, Regierungspartei bis Juni 2013, 5 Sitze)
  - LEV21 – Národní socialisté – levice 21. století: Volkssozialisten – Linke des 21. Jahrhunderts, zwei Abgeordnete durch Übertritt von ČSSD
  - HV – Hlavu vzhůru: Rechtskonservative Partei aus Teilen der SBB, Jihočeši 2012 (ein Abgeordneter durch Übertritt) und Akce D.O.S.T.
  - SPOZ – Strana Práv Občanů ZEMANOVCI: Partei der Bürgerrechte – Zemans Leute, sozialdemokratisch, linkspopulistisch, Partei des Präsidenten Miloš Zeman, ein Abgeordneter durch Übertritt bzw. Fusion mit Seznam politických stran a hnutí (Für Sport und Gesundheit)
- Zum Wahltermin im Senat vertretene Parteien:
  - KDU-ČSL – Křesťanská a demokratická unie – Československá strana lidová: Christdemokraten
  - Piráti – Česká pirátská strana: Piratenpartei
  - SZ – Strana zelených: Grüne
- Folgende Parteien außerhalb des Parlaments traten landesweit an:
  - ANO 2011 – Akce nespokojených občanů: Aktion unzufriedener Bürger, Partei des Milliardärs Andrej Babiš
  - Svobodní – Strana svobodných občanů: libertär
  - Změna – Politické hnutí Změna: grün
  - DSSS – Dělnická strana sociální spravedlnosti: rechtsextrem
  - Suverenita – Suverenita – strana zdravého rozumu: rechtskonservativ, ehemals SUVERENITA – Blok Jany Bobošíkové
- Weitere sechs Parteien traten in einzelnen Wahlkreisen an:
  - Romská demokratická strana
  - Klub angažovaných nestraníků
  - Volte Pravý Blok www.cibulka.net
  - Aktiv nezávislých občanů
  - OBČANÉ 2011
  - Koruna Česká

Die Československá strana socialistická wurde zur Wahl zugelassen, konnte aber die Voraussetzungen zur Einreichung einer Liste nicht erfüllen.

## Umfragen
| Institut   | Datum      | ČSSD   | KSČM   | SPOZ  | ODS    | TOP 09 | KDU-ČSL | VV    | SZ    | ANO    | Úsvit | Pirati | Sonstige |
| ---------- | ---------- | ------ | ------ | ----- | ------ | ------ | ------- | ----- | ----- | ------ | ----- | ------ | -------- |
| CVVM       | 21.10.2013 | 26,0 % | 18,0 % | 3,5 % | 6,5 %  | 9,0 %  | 5,0 %   | —     | 2,0 % | 16,5 % | 5,0 % | 2,5 %  | 6,0 %    |
| STEM       | 15.10.2013 | 25,9 % | 13,3 % | 2,6 % | 8,6 %  | 11,5 % | 4,5 %   | —     | 2,6 % | 16,1 % | 5,9 % | 3,1 %  | 5,9 %    |
| ppm factum | 19.09.2013 | 26,2 % | 16,7 % | 5,1 % | 8,0 %  | 13,8 % | 6,7 %   | —     | 2,3 % | 10,9 % | 2,5 % | —      | 7,8 %    |
| Median     | 23.08.2013 | 32,0 % | 15,5 % | 5,0 % | 13,5 % | 15,0 % | 4,0 %   | 3,5 % | 2,5 % | —      | —     | —      | 9,0 %    |
| Sanep      | 15.08.2013 | 27,9 % | 16,7 % | 7,2 % | 7,8 %  | 13,1 % | 6,4 %   | 0,3 % | 2,8 % | 2,6 %  | 2,7 % | 2,4 %  | 10,1 %   |
| Median     | 24.07.2013 | 34,0 % | 18,5 % | 3,0 % | 13,0 % | 15,0 % | 5,5 %   | 3,0 % | 2,0 % | —      | —     | —      | 6,0 %    |
| Median     | 24.06.2013 | 32,5 % | 16,5 % | 3,0 % | 16,0 % | 17,0 % | 4,0 %   | 3,0 % | 2,5 % | —      | —     | —      | 5,5 %    |
| ppm factum | 21.06.2013 | 29,3 % | 16,1 % | 6,6 % | 8,0 %  | 15,0 % | 7,5 %   | 1,0 % | 3,5 % | —      | —     | —      | 13,0 %   |
| ppm factum | 31.05.2013 | 24,9 % | 13,1 % | 7,2 % | 14,5 % | 16,2 % | 7,7 %   | —     | 3,3 % | —      | —     | —      | 13,1 %   |
| Median     | 27.05.2013 | 32,0 % | 15,5 % | 4,0 % | 18,5 % | 15,0 % | 5,0 %   | 2,0 % | 2,5 % | —      | —     | —      | 5,5 %    |

| \| Institut \| Datum \| ČSSD \| KSČM \| SPOZ \| ODS \| TOP 09 \| KDU-ČSL \| VV \| SZ \| Sonstige \| \| -------------------- \| ---------- \| ------ \| ------ \| ----- \| ------ \| ------ \| ------- \| ------ \| ----- \| -------- \| \| ppm factum[15] \| 30.04.2013 \| 26,2 % \| 13,6 % \| 7,7 % \| 14,8 % \| 15,3 % \| 7,1 % \| — \| 3,2 % \| 12,1 % \| \| ppm factum[16] \| 04.04.2013 \| 26,6 % \| 14,3 % \| 7,4 % \| 13,7 % \| 15,2 % \| 7,0 % \| 1,6 % \| 2,7 % \| 11,5 % \| \| Median[17] \| 21.03.2013 \| 30,5 % \| 15,0 % \| 5,5 % \| 15,5 % \| 17,5 % \| 5,0 % \| 1,0 % \| 3,5 % \| 6,5 % \| \| ppm factum[18] \| 05.03.2013 \| 25,9 % \| 13,6 % \| 7,5 % \| 13,3 % \| 16,5 % \| 7,8 % \| 1,5 % \| 2,9 % \| 11,5 % \| \| ppm factum[19] \| 05.02.2013 \| 24,6 % \| 13,8 % \| 7,4 % \| 15,6 % \| 14,5 % \| 7,4 % \| 0,9 % \| 3,1 % \| 12,7 % \| \| ppm factum[20] \| 16.01.2013 \| 24,0 % \| 14,6 % \| 6,6 % \| 17,1 % \| 11,1 % \| 6,7 % \| 1,4 % \| 3,8 % \| 14,7 % \| \| Median[21] \| 29.12.2012 \| 29,0 % \| 16,0 % \| 4,0 % \| 22,5 % \| 10,5 % \| 5,0 % \| 2,0 % \| 2,0 % \| 9,0 % \| \| ppm factum[22] \| 10.12.2012 \| 25,6 % \| 16,3 % \| 5,7 % \| 15,7 % \| 10,5 % \| 6,4 % \| 1,2 % \| 3,7 % \| 14,9 % \| \| Median[23] \| 23.11.2012 \| 27,5 % \| 17,0 % \| 5,0 % \| 21,0 % \| 11,5 % \| 5,0 % \| 2,0 % \| 2,5 % \| 8,5 % \| \| ppm factum[24] \| 15.11.2012 \| 25,1 % \| 16,5 % \| 5,3 % \| 15,3 % \| 11,8 % \| 6,3 % \| 1,1 % \| 3,2 % \| 15,4 % \| \| Median[25] \| 24.10.2012 \| 28,5 % \| 16,5 % \| 4,0 % \| 20,0 % \| 10,5 % \| 4,5 % \| 1,5 % \| 3,0 % \| 11,5 % \| \| ppm factum[26] \| 22.10.2012 \| 22,8 % \| 16,4 % \| 6,4 % \| 17,1 % \| 11,7 % \| 5,6 % \| 1,5 % \| 3,1 % \| 15,4 % \| \| Median[27] \| 25.09.2012 \| 25,5 % \| 17,5 % \| 4,0 % \| 21,0 % \| 10,5 % \| 4,0 % \| 2,0 % \| 2,0 % \| 13,5 % \| \| ppm factum[28] \| 21.09.2012 \| 21,5 % \| 16,5 % \| 7,6 % \| 17,1 % \| 10,3 % \| 5,2 % \| 2,0 % \| 3,8 % \| 16,0 % \| \| ppm factum[29] \| 27.08.2012 \| 21,0 % \| 15,7 % \| 7,6 % \| 17,3 % \| 11,9 % \| 5,6 % \| 0,9 % \| 3,7 % \| 16,3 % \| \| ppm factum[30] \| 22.07.2012 \| 22,7 % \| 16,0 % \| 5,4 % \| 17,7 % \| 12,6 % \| 6,1 % \| 1,7 % \| 3,6 % \| 14,2 % \| \| ppm factum[31] \| 28.06.2012 \| 22,7 % \| 17,1 % \| 5,5 % \| 16,6 % \| 13,0 % \| 6,2 % \| 1,1 % \| 4,0 % \| 13,8 % \| \| Median[32] \| 22.06.2012 \| 26,0 % \| 18,0 % \| 2,0 % \| 22,5 % \| 12,5 % \| 4,5 % \| 1,0 % \| 3,5 % \| 10,0 % \| \| ppm factum[33] \| 29.05.2012 \| 26,2 % \| 18,1 % \| 4,8 % \| 15,3 % \| 10,9 % \| 6,6 % \| 0,9 % \| 5,1 % \| 12,1 % \| \| Median[34] \| 22.05.2012 \| 32,5 % \| 14,0 % \| 2,0 % \| 20,5 % \| 11,5 % \| 5,0 % \| 2,0 % \| 2,0 % \| 10,5 % \| \| ppm factum[35] \| 03.05.2012 \| 27,3 % \| 17,6 % \| 3,4 % \| 16,4 % \| 10,7 % \| 7,2 % \| 1,2 % \| 5,1 % \| 11,1 % \| \| Median[36] \| 24.04.2012 \| 31,0 % \| 13,0 % \| 3,0 % \| 19,5 % \| 11,0 % \| 6,0 % \| 3,0 % \| 2,0 % \| 10,5 % \| \| ppm factum[37] \| 05.04.2012 \| 26,9 % \| 14,9 % \| 3,3 % \| 17,2 % \| 13,1 % \| 6,0 % \| 1,4 % \| 4,5 % \| 12,7 % \| \| ppm factum[38] \| 08.03.2012 \| 26,1 % \| 14,4 % \| 4,7 % \| 18,4 % \| 13,3 % \| 4,2 % \| 2,3 % \| 3,9 % \| 12,7 % \| \| ppm factum[39] \| 13.02.2012 \| 25,5 % \| 14,9 % \| 4,4 % \| 19,4 % \| 15,0 % \| 4,3 % \| 2,2 % \| 4,1 % \| 10,2 % \| \| ppm factum[40] \| 02.12.2011 \| 26,1 % \| 15,8 % \| 2,9 % \| 18,8 % \| 16,0 % \| 5,4 % \| 2,5 % \| 4,0 % \| 8,5 % \| \| Abgeordnetenhauswahl \| 05.2010 \| 22,1 % \| 11,3 % \| 4,3 % \| 20,2 % \| 16,7 % \| 4,4 % \| 10,9 % \| 2,4 % \| 11,0 % \| |            |        |        |       |        |        |         |        |       |          |
| Institut | Datum      | ČSSD   | KSČM   | SPOZ  | ODS    | TOP 09 | KDU-ČSL | VV     | SZ    | Sonstige |
| ppm factum | 30.04.2013 | 26,2 % | 13,6 % | 7,7 % | 14,8 % | 15,3 % | 7,1 %   | —      | 3,2 % | 12,1 %   |
| ppm factum | 04.04.2013 | 26,6 % | 14,3 % | 7,4 % | 13,7 % | 15,2 % | 7,0 %   | 1,6 %  | 2,7 % | 11,5 %   |
| Median | 21.03.2013 | 30,5 % | 15,0 % | 5,5 % | 15,5 % | 17,5 % | 5,0 %   | 1,0 %  | 3,5 % | 6,5 %    |
| ppm factum | 05.03.2013 | 25,9 % | 13,6 % | 7,5 % | 13,3 % | 16,5 % | 7,8 %   | 1,5 %  | 2,9 % | 11,5 %   |
| ppm factum | 05.02.2013 | 24,6 % | 13,8 % | 7,4 % | 15,6 % | 14,5 % | 7,4 %   | 0,9 %  | 3,1 % | 12,7 %   |
| ppm factum | 16.01.2013 | 24,0 % | 14,6 % | 6,6 % | 17,1 % | 11,1 % | 6,7 %   | 1,4 %  | 3,8 % | 14,7 %   |
| Median | 29.12.2012 | 29,0 % | 16,0 % | 4,0 % | 22,5 % | 10,5 % | 5,0 %   | 2,0 %  | 2,0 % | 9,0 %    |
| ppm factum | 10.12.2012 | 25,6 % | 16,3 % | 5,7 % | 15,7 % | 10,5 % | 6,4 %   | 1,2 %  | 3,7 % | 14,9 %   |
| Median | 23.11.2012 | 27,5 % | 17,0 % | 5,0 % | 21,0 % | 11,5 % | 5,0 %   | 2,0 %  | 2,5 % | 8,5 %    |
| ppm factum | 15.11.2012 | 25,1 % | 16,5 % | 5,3 % | 15,3 % | 11,8 % | 6,3 %   | 1,1 %  | 3,2 % | 15,4 %   |
| Median | 24.10.2012 | 28,5 % | 16,5 % | 4,0 % | 20,0 % | 10,5 % | 4,5 %   | 1,5 %  | 3,0 % | 11,5 %   |
| ppm factum | 22.10.2012 | 22,8 % | 16,4 % | 6,4 % | 17,1 % | 11,7 % | 5,6 %   | 1,5 %  | 3,1 % | 15,4 %   |
| Median | 25.09.2012 | 25,5 % | 17,5 % | 4,0 % | 21,0 % | 10,5 % | 4,0 %   | 2,0 %  | 2,0 % | 13,5 %   |
| ppm factum | 21.09.2012 | 21,5 % | 16,5 % | 7,6 % | 17,1 % | 10,3 % | 5,2 %   | 2,0 %  | 3,8 % | 16,0 %   |
| ppm factum | 27.08.2012 | 21,0 % | 15,7 % | 7,6 % | 17,3 % | 11,9 % | 5,6 %   | 0,9 %  | 3,7 % | 16,3 %   |
| ppm factum | 22.07.2012 | 22,7 % | 16,0 % | 5,4 % | 17,7 % | 12,6 % | 6,1 %   | 1,7 %  | 3,6 % | 14,2 %   |
| ppm factum | 28.06.2012 | 22,7 % | 17,1 % | 5,5 % | 16,6 % | 13,0 % | 6,2 %   | 1,1 %  | 4,0 % | 13,8 %   |
| Median | 22.06.2012 | 26,0 % | 18,0 % | 2,0 % | 22,5 % | 12,5 % | 4,5 %   | 1,0 %  | 3,5 % | 10,0 %   |
| ppm factum | 29.05.2012 | 26,2 % | 18,1 % | 4,8 % | 15,3 % | 10,9 % | 6,6 %   | 0,9 %  | 5,1 % | 12,1 %   |
| Median | 22.05.2012 | 32,5 % | 14,0 % | 2,0 % | 20,5 % | 11,5 % | 5,0 %   | 2,0 %  | 2,0 % | 10,5 %   |
| ppm factum | 03.05.2012 | 27,3 % | 17,6 % | 3,4 % | 16,4 % | 10,7 % | 7,2 %   | 1,2 %  | 5,1 % | 11,1 %   |
| Median | 24.04.2012 | 31,0 % | 13,0 % | 3,0 % | 19,5 % | 11,0 % | 6,0 %   | 3,0 %  | 2,0 % | 10,5 %   |
| ppm factum | 05.04.2012 | 26,9 % | 14,9 % | 3,3 % | 17,2 % | 13,1 % | 6,0 %   | 1,4 %  | 4,5 % | 12,7 %   |
| ppm factum | 08.03.2012 | 26,1 % | 14,4 % | 4,7 % | 18,4 % | 13,3 % | 4,2 %   | 2,3 %  | 3,9 % | 12,7 %   |
| ppm factum | 13.02.2012 | 25,5 % | 14,9 % | 4,4 % | 19,4 % | 15,0 % | 4,3 %   | 2,2 %  | 4,1 % | 10,2 %   |
| ppm factum | 02.12.2011 | 26,1 % | 15,8 % | 2,9 % | 18,8 % | 16,0 % | 5,4 %   | 2,5 %  | 4,0 % | 8,5 %    |
| Abgeordnetenhauswahl | 05.2010    | 22,1 % | 11,3 % | 4,3 % | 20,2 % | 16,7 % | 4,4 %   | 10,9 % | 2,4 % | 11,0 %   |

## Ergebnis

Stimmenstärkste Partei nach politischen Bezirken
ČSSD
ANO
TOP 09
KSČM

Ergebnisse und Mandatsaufschlüsselung nach Regionen (Krajs)

Das Wahlergebnis gestaltete das bisherige tschechische Parteienspektrum erheblich um: Die sozialdemokratische ČSSD schnitt wie schon 2010 deutlich schlechter ab als von den Umfragen (25–30 %) vorhergesagt und erreichte mit 20,5 Prozent fast 2 % weniger als bei den vorangegangenen Wahlen sowie das schlechteste Ergebnis seit 1992. Die bisher zweitstärkste Partei, die regierende konservativ-liberale ODS, stürzte dramatisch von 20,2 auf 7,7 % ab. Dieser Einbruch erscheint umso heftiger, wenn man es im Verhältnis zum Wahlergebnis von 2006 setzt, als die Partei noch mehr als 35 % der Stimmen erhalten hatte. Diese herbe Niederlage geht großteils auf die vorherigen Korruptionsaffären der Regierung Petr Nečas zurück und markiert den Wahlbeobachtern nach das Ende der ODS als eine der beiden das tschechische Parteiensystem dominierenden Volksparteien. Auch der bisherige Regierungspartner der ODS, die bürgerliche TOP 09 unter Vorsitz des langjährigen Außenministers Karel Schwarzenberg, erlitt Verluste von 4,6 % und erreichte noch 12,0 Prozent. Die Kommunisten (KSČM) legten über 3 % zu und holten mit 15,6 % ein Ergebnis, das etwa dem Niveau der Umfragen entsprach und erstmals seit 2002 wieder einen Stimmenzuwachs bedeutete. Die jeweils von Unternehmern neugegründete Parteien Úsvit von Tomio Okamura und die populistische ANO 2011 von Andrej Babiš schnitten für Parteineugründungen überraschend stark ab: Die bisher bei keinen Wahlen erfolgreiche ANO 2011 wurde aus dem Stand zweitstärkste politische Kraft. Die Christdemokraten schafften nach drei Jahren Abstinenz den Wiedereinzug ins Abgeordnetenhaus, dem sie nach 2010 erstmals seit Gründung der unabhängigen Tschechoslowakei nicht mehr angehört hatten. Die von Miloš Zeman unterstützte SPOZ und die vom ehemaligen Staatspräsidenten Václav Klaus unterstützte, im Wahlblock „Kopf hoch“ angetretene SBB blieben weit hinter den Erwartungen zurück und verfehlten deutlich den Einzug ins Parlament. Die 2006 bis 2010 im Parlament vertretenen Grünen konnten trotz leichten Zugewinnen den Einzug ins Abgeordnetenhaus erneut nicht schaffen. Auch die bislang mit zwei von der ČSSD übergetretenen Abgeordneten in der Abgeordnetenkammer vertretenen Volkssozialisten – Linke des 21. Jahrhunderts des ehemaligen Ministerpräsidenten Jiří Paroubek blieben weit von einem Parlamentswiedereinzug entfernt. Ebenfalls aus dem Parlament verschwanden sowohl die 2010 erstmals eingezogene Věci veřejné als auch deren Abspaltung LIDEM. Allerdings hatten beide Parteien aufgrund geringer Wahlchancen bereits auf eine eigene Kandidatur verzichtet: Ihre Mitglieder traten teilweise auf anderen Listen an – unter anderem wurden Mitglieder der VV auf der Liste der Úsvit wieder ins Parlament gewählt.
| Partei                                  | Partei                                                                          | Stimmen   | Stimmen | Stimmen | Sitze  | Sitze |
| Partei                                  | Partei                                                                          | Anzahl    | %       | +/−     | Anzahl | +/−   |
| --------------------------------------- | ------------------------------------------------------------------------------- | --------- | ------- | ------- | ------ | ----- |
|                                         | Tschechische Sozialdemokratische Partei (ČSSD)                                  | 1.016.829 | 20,45   | −1,63   | 50     | −6    |
|                                         | Aktion unzufriedener Bürger (ANO 2011)                                          | 927.240   | 18,65   | neu     | 47     | neu   |
|                                         | Kommunistische Partei Böhmens und Mährens (KSČM)                                | 741.044   | 14,91   | +3,64   | 33     | +7    |
|                                         | Tradition, Verantwortung, Wohlstand (TOP 09)                                    | 596.357   | 11,99   | −4.71   | 26     | −15   |
|                                         | Demokratische Bürgerpartei (ODS)                                                | 384.174   | 7,72    | −12,50  | 16     | −37   |
|                                         | Morgendämmerung der direkten Demokratie (Úsvit)                                 | 342.339   | 6,88    | neu     | 14     | neu   |
|                                         | Christliche und Demokratische Union – Tschechoslowakische Volkspartei (KDU-ČSL) | 336.970   | 6,78    | +2,39   | 14     | +14   |
|                                         | Partei der Grünen (SZ)                                                          | 159.025   | 3,19    | +0,75   | —      | —     |
|                                         | Tschechische Piratenpartei (ČPS)                                                | 132.417   | 2,66    | +1,86   | —      | —     |
|                                         | Partei der freien Bürger (Svobodní)                                             | 122 564   | 2,46    | +1,42   | —      | —     |
|                                         | Partei der Bürgerrechte – Zemans Leute (SPOZ)                                   | 75.113    | 1,51    | −2,82   | —      | —     |
|                                         | Arbeiterpartei der sozialen Gerechtigkeit (DSSS)                                | 42.906    | 0,86    | −0,28   | —      | —     |
|                                         | Politische Bewegung für Wandel (Změna)                                          | 28.592    | 0,57    | neu     | —      | neu   |
|                                         | Wahlblock „Kopf hoch!“ (HV)                                                     | 21.241    | 0,42    | neu     | —      | neu   |
|                                         | Souveränität – Partei der Vernunft (Suverenita)                                 | 13.538    | 0,27    | −3,40   | —      | —     |
|                                         | Grundbesitzerpartei (SsČR)                                                      | 13.041    | 0,26    | neu     | —      | neu   |
|                                         | Tschechische Krone („KČ“)                                                       | 8.932     | 0,17    | +0,10   | —      | —     |
|                                         | Volkssozialisten – Linke des 21. Jahrhunderts (LEV 21-NS)                       | 3.843     | 0,07    | neu     | —      | neu   |
|                                         | Aktiv unabhängiger Bürger (ANO)                                                 | 1.237     | 0,02    | neu     | —      | neu   |
|                                         | Volte Pravý Blok www.cibulka.net                                                | 1.225     | 0,02    | neu     | —      | neu   |
|                                         | Demokratische Partei der Roma                                                   | 609       | 0,01    | neu     | —      | neu   |
|                                         | Bürger 2011                                                                     | 455       | 0,00    | neu     | —      | neu   |
|                                         | Klub der engagierten Parteilosen                                                | 293       | 0,00    | neu     | —      | neu   |
| Gesamt                                  | Gesamt                                                                          | 4.969.984 | 100,00  |         | 200    |       |
| Gültige Stimmen                         | Gültige Stimmen                                                                 | 4.969.984 | 99,26   | −0,11   |        |       |
| Ungültige Stimmen                       | Ungültige Stimmen                                                               | 37.228    | 0,74    | +0,11   |        |       |
| Wahlbeteiligung                         | Wahlbeteiligung                                                                 | 5.007.212 | 59,48   | −3,12   |        |       |
| Nichtwähler                             | Nichtwähler                                                                     | 3.415.668 | 40,52   | +3,12   |        |       |
| Wahlberechtigte                         | Wahlberechtigte                                                                 | 8.422.880 |         |         |        |       |
| Quelle: Tschechisches Statistisches Amt |                                                                                 |           |         |         |        |       |

## Regierungsbildung
Durch das unerwartet schlechte Abschneiden der Sozialdemokraten (ČSSD) wurde der angepeilte Regierungswechsel von Mitte-rechts auf Mitte-links erschwert. Die teilweise vor den Wahlen erwogene Minderheitsregierung der ČSSD toleriert durch die KSČM hatte nicht die notwendige Mehrheit im Parlament erhalten. Im Abgeordnetenhaus sind aufgrund der eingetretenen weiteren Zersplitterung auf sieben Fraktionen nur Regierungskonstellationen von mindestens drei Parteien mehrheitsfähig. Allerdings zeichnete sich nach den Wahlen recht schnell eine mögliche Regierungsmehrheit von Sozialdemokraten, der neu ins Parlament eingezogenen ANO (Aktion unzufriedener Bürger) des Agro-Milliardärs Andrej Babiš und der KDU-ČSL ab, die bereits von 1992–1998 und 2002–2009 in wechselnden Konstellationen in der Regierung vertreten war. Babiš hatte zwar zunächst erklärt, eine sozialchristdemokratische Regierung nur tolerieren zu wollen, aber später zeichnete sich doch ein Eintritt der ANO 2011 in eine Koalition ab.
Die Aufnahme der Gespräche zur Regierungsbildung wurden jedoch durch schwere innere Turbulenzen in der ČSSD hinausgezögert: Unterstützt von Staatspräsident Miloš Zeman versuchte Vizeparteichef Michal Hašek den Parteivorsitzenden und Spitzenkandidaten Bohuslav Sobotka unmittelbar nach den Wahlen zu stürzen: Der Parteivorstand forderte Sobotka zum sofortigen Rücktritt auf und zog ihn aus der Verhandlungsdelegation für die Regierungsbildung ab. Sobotka, der einen Rücktritt ablehnte, erhielt jedoch in der Öffentlichkeit unerwartet hohe Unterstützung. Zudem machten sowohl die ANO als auch die KDU-ČSL deutlich, dass für sie nur Parteivorsitzender Sobotka der legitime Gesprächspartner sei. So erklärten letztendlich Michal Hašek und weitere hochrangige Funktionäre aus dem Parteivorstand der Sozialdemokraten (u. a. der zweite Vizevorsitzende Zdeněk Škromach) ihrerseits nach einigen Tagen ihren Rücktritt von ihren Parteiämtern und ermöglichten damit den Beginn der Regierungsgespräche unter Vorsitz von Sobotka.
Staatspräsident Zeman beauftragte daher am 22. November 2013 Bohuslav Sobotka auch offiziell damit, die Gespräche über eine Regierungsbildung mit den avisierten Koalitionspartnern aufzunehmen. Aus den Gesprächen entstand eine Koalition zwischen den Parteien ČSSD, ANO 2011 und KDU-ČSL. Die Regierung Bohuslav Sobotka wurde am 29. Januar 2014 von Staatspräsident Miloš Zeman ernannt.